# 廣我崎里右エ門
廣我崎 里右エ門（ひろがさき さとえもん）は、江戸時代の大相撲の第17代大関。番付上は「奥州」頭書。
宝暦13年(1763年)冬場所(10月)、東大関として角界にデビューしたが、取組は千秋楽だけ出場して大童子に敗れたのみであった。次の宝暦14年(1764年)春場所(3月)は一気に東二段目筆頭まで陥落し、その場所も7戦全敗に終わり、結局1勝も挙げられないまま、江戸相撲在籍は2場所だけで大坂相撲へと移り、上取に出て頭書は「仙台」となった。

## 主な成績（江戸）
- 通算成績：0勝8敗7休

| 1763年 | x              | 東大関 0–1–7 |
| 1764年 | 東幕下筆頭 0–7 | x            |
| 各欄の数字は、「勝ち-負け-休場」を示す。 優勝 引退 休場 十両 幕下 三賞：敢=敢闘賞、殊=殊勲賞、技=技能賞 その他：★=金星 番付階級：幕内 - 十両 - 幕下 - 三段目 - 序二段 - 序ノ口 幕内序列：横綱 - 大関 - 関脇 - 小結 - 前頭（「#数字」は各位内の序列） |                |              |

- この成績表でテンプレートの仕様上「幕下」となっている部分は、番付表の上から二段目であるため、「二段目」と呼ぶ方が正確である。当時は段ごとに力士の地位を待遇差で区別する発想がまだ確立しておらず、二段目以下でも番付表で「前頭」（「同」表記でない）と書かれている部分までは「幕内格」と見るべきだという説がある。